# IFA W50
Az IFA W50 az egykori keletnémet Industrieverband Fahrzeugbau 1965-ben bemutatott tehergépjárműve. A „W” betű a gyártás helyére, Werdaura, az 50-es szám pedig a terhelhetőségére (kb. 50 mázsa) utal. Eredetileg egy W45 típusú tehergépkocsi készült az IFA egyik autóbusza, a H6B alapján 1962-ben, mely számos módosítás után ért sorozatgyártásra kész formába már W50 néven egy évvel később. Gyártása során a KGST államain belül az egyik legnépszerűbb teherautóvá vált, de a világ számos egyéb országába is eljutott: több, mint 40 országba exportálták, 240 országspecifikus modell előállításával.

## Műszaki jellemzői

### Motor

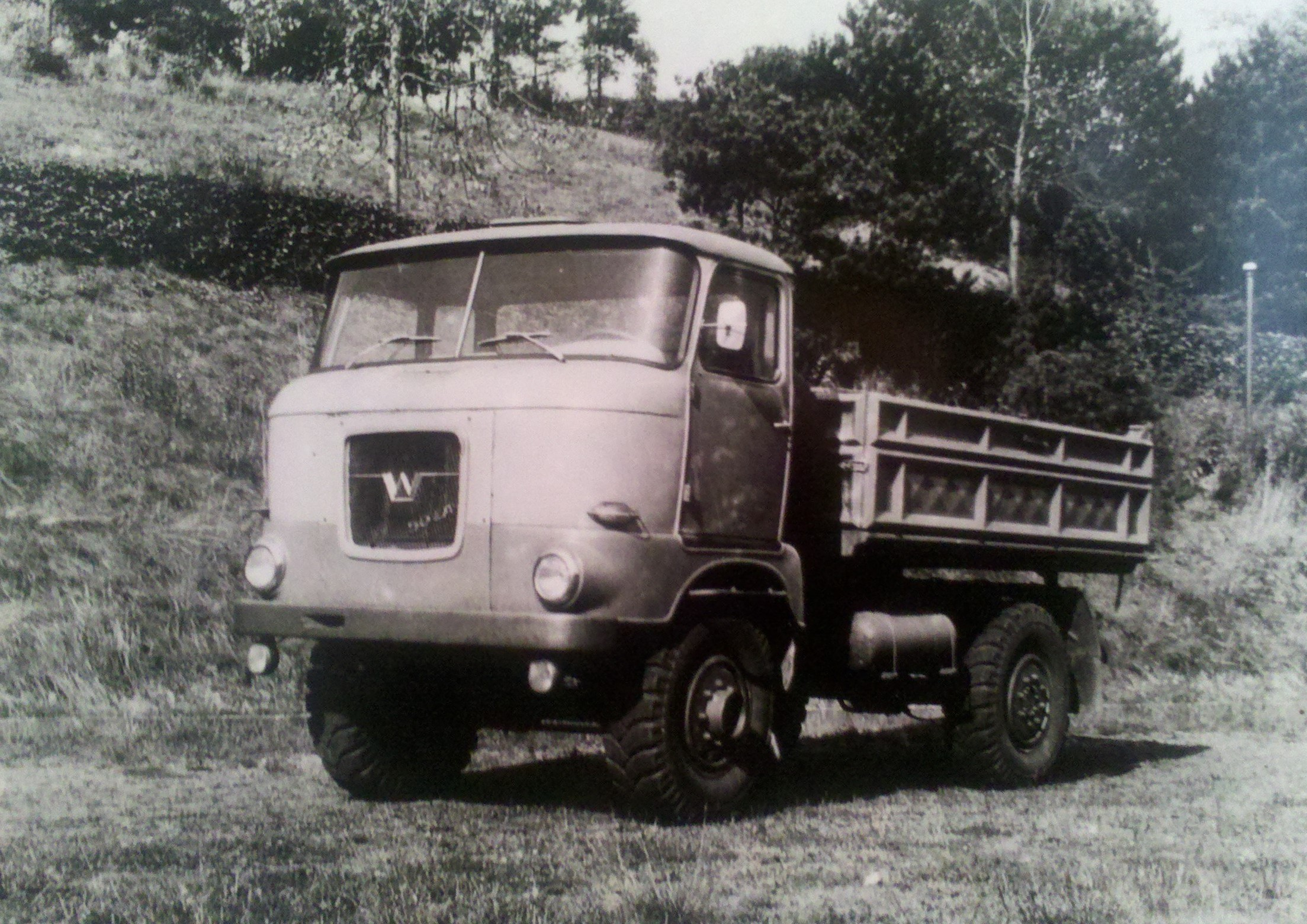
IFA W45, a W50 prototípusa

Az IFA W50 erőforrása egy négyütemű, vízhűtéses, négyhengeres dízelmotor. Névleges teljesítménye 81-92 kW. A motor összlökettérfogata 6560 cm³. Típuskódja: „4 VD 14,5/12-1 SRW”. A W50-es motorjának egyik nagy újdonsága volt, hogy az MAN által szabadalmaztatott gömb alakú égésteret használta, ami kedvezőbb égési folyamatokat garantált, a korábbi, osztott égésterű technológiákhoz képest. Izzítását a szívótorokban helyezték el, gázolaj-ködösítő funkcióval ellátva. Felszereltségtől függően többféle űrtartalmú olajkarterrel szerelték őket, de mindegyik változatnál széria volt az olaj-víz hőcserélő, ami a motorolaj optimális hőmérsékletét szabályozta. A motor hűtése folyadékhűtés, automatikusan vezérelt, mágneskuplungos hűtőventilátorral, és termosztáttal. Az akkori teherautó építési szokásokat követve, az IFA motorja a két ülés között, a kabinba beékelődve kapott helyet. A fülkében az elkülönítést egy felnyitható motortakaróval oldották meg, melynek felnyitása során könnyedén elérhetővé vált a nívópálca, vagy a szívócsonk, a hidegindító spray bejuttatására. Érdekesség, hogy a magas motorelhelyezés miatt az erőforrás nem vízszintesen került beépítésre, hanem néhány fokkal hátrafelé döntve, mert csak így tudták tartósan összekötni a hajtáslánc többi elemével. A motorfék-hatás növelésére a motort kipufogófékkel látták el. Hosszú gyártási időtartama során az IFA W50 motorja számos helyre beépítésre került. Egyszerű felépítése, igénytelensége, megbízhatósága, és kedvező teljesítménygörbéje miatt többek között a Fortschritt traktorok és betakarítógépek motorjaként is használták, de a hazai gyártású, Ikarus 211-es autóbuszba is a W50-es erőforrása került.

### Váltó és hajtáslánc
A motort a váltóról egy egytárcsás, száraz, mechanikus, rásegítés nélküli tengelykapcsoló választotta le. A sebességváltó egy öt előre, egy hátrameneti fokozatú, részben szinkronizált váltómű. Osztóműve felező funkcióval volt ellátva, és amennyiben a jármű összkerékhajtású volt (W50 LA), egyben az első kerekek meghajtását is ez kapcsolta. Beszállítója a VEB Brandenburgi Sebességváltógyár volt, ami többek között, a későbbi L60-nak is szállított hajtóműveket. Mind a váltó, mind az osztómű mechanikus működtetésű. Kapcsolható TLT állt rendelkezésre, a felépítmények üzemeltetésére. Mindegyik differenciálmű pneumatikus differenciálzárral volt szerelve.

### Váz és felfüggesztés
Az IFA W50 létraváza lehetővé tett rendkívül sokféle típusvariáció gyártását. Rugózása: félelliptikus laprugók, hidraulikus lengéscsillapítókkal. A kormánymű mechanikus, golyósoros, későbbiekben opcionálisan hidraulikus rásegítéssel szerelt rendszer. Mindegyik változat ugyanarra az alvázra épült.

### Fékrendszer
Hidropneumatikusan működtetett fékek, kétkörös, vagy egykörös pótkocsifék-csatlakoztatási lehetőségekkel. Automatikus utánállítású fékbetétek, szimplex dobfékekben. Az IFA fékrendszerének sajátossága, hogy a pneumatikus rendszer használata mellett a hidraulikus részegységeket is meghagyták. Így ugyan nem volt szükség nagy légnyomásra a fékek működtetésére, azonban, ha a rendszer bármelyik eleme megsérült, a fékrendszer üzemképtelenné vált. A tehergépjármű rögzítőfékje egy pneumatikus működtetésű rugóerőtárolós fék, mely a hátsó kerekekre hatott. A pneumatikus rendszer meghibásodása esetén mechanikusan lehetett oldani, így mozgathatóvá téve a járművet. A teherautó lábfékszelepe működéskor egy jól beazonosítható sziszegő hangot adott ki, ami jellegzetesség erősen rögzült az IFA W50 arculatával.

### Vezetőfülke

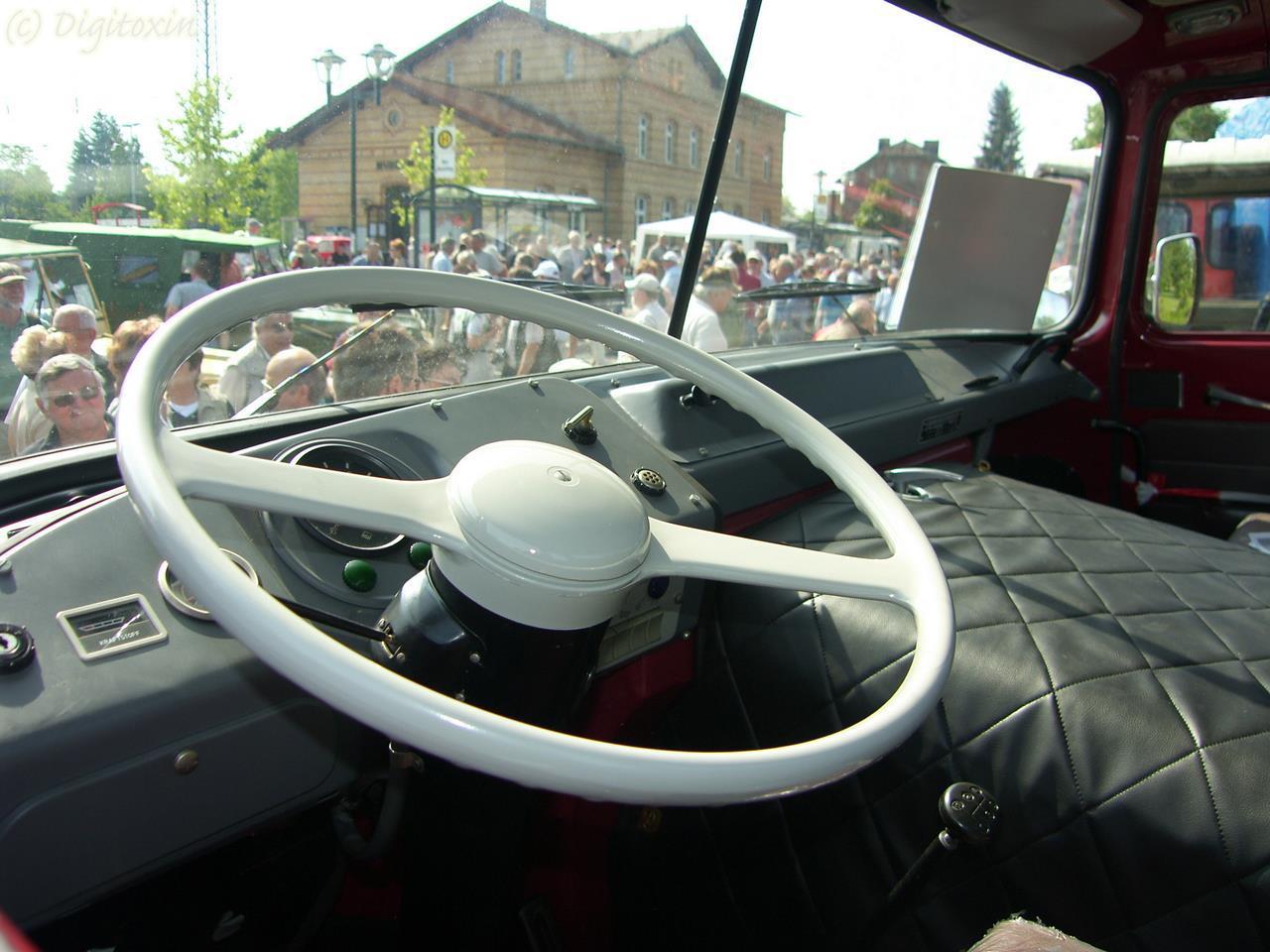
A korai modelleket minimális műszerezettség jellemezte

Az IFA jól ismert, ikonikus fülkéje nem kínált nagy komfortot a benne utazóknak. Az alacsony belmagasság miatt a magas járművezetőknek meglehetősen kényelmetlen lehetett az üzemeltetés, ugyanakkor, abban az időkben ez egy általános teherautóépítési szokás volt. Az ülések között elhelyezett motor hőtermelése miatt a hidegebb időkben sem volt feltétlenül szükséges a fűtésrendszer működtetése, azonban nyáron ez csak tovább rontotta az amúgy sem túl sofőrbarát körülményeket. A kezelőszervek keletnémet gyártású alkatrészek, melyek még sok más típusban visszaköszönnek. A műszerfal ergonomikus, jól átlátható. Bár nincs belőlük sok, de megszokást igényelnek a visszajelző-lámpák, mert a W50 műszerfalánál még nem használtak piktogramokat. A gyártás folyamán szériafelszereltség lett a fordulatszámmérő, és még sok egyéb műszerrel bővült a felhozatal. A vezetőülés rugózott. Elektromos ventilátor biztosította a fűtést, melynek hőmérsékletét kívülről lehetett állítani, a fűtőradiátorok előtti légterelő zsaluk segítségével. Négyfajta fülketípussal készült, a rövid nappali fülkén kívül kétajtós hosszított, négyajtós dupla és hosszított négyajtós dupla fülkével is. Az ADK típusú autódarus verzió daruját a nappali vezetőfülke hátrafelé néző utasüléséről lehetett vezérelni, ezért itt a fülke hátuljára nagyobb hátsó ablakok kerültek.

### Elektromos rendszer
12 voltos rendszer, két darab 135 Ah kapacitású ólomakkumulátorral. A generátor teljesítménye 500 W. Az indítómotor 24 voltos, teljesítménye: 2,9 kW. 7 pólusú pótkocsi csatlakozó.

### Típusváltozatok
Az IFA W50-t népszerűsége miatt rendkívül sokféle felépítménnyel gyártották. Az egyszerű, moduláris felépítés, és a TLT meghajtás miatt a járóképes alvázra a terhelhetőségéig tulajdonképpen bármit rá lehetett építeni. A típus 4×2 és 4×4 kerékképlettel is készült. A jármű nagyon kedvelt volt a mezőgazdasági alkalmazásokban jó terepképességei miatt, ezért nagy mennyiségben, számos változatban készültek billenőplatós felépítményekkel, de készült fix platós (ponyvás), tartálykocsi, dobozos felépítményű, hűtőkocsi és nyerges vontató kivitelekben is. Ugyancsak kedvelt volt a kommunális felhasználása, többek között mint tűzoltóautó, szemeteskocsi, de ezeken kívül nagyobb számban készültek különböző darus felépítménnyel szerelt típusok is. Ilyen volt például a Takraf által gyártott darufelépítménnyel szerelt ADK-70 és ADK-80 autódaru, vagy a Kaposvári Gépgyártó, Granab licenc alapján gyártott, „KCR” önrakodó daruval szerelt, fixplatós változatai, melyek Magyarországon is népszerű gépek voltak. Prototípusként háromtengelyes verzió is készült, gyártásba sosem került.

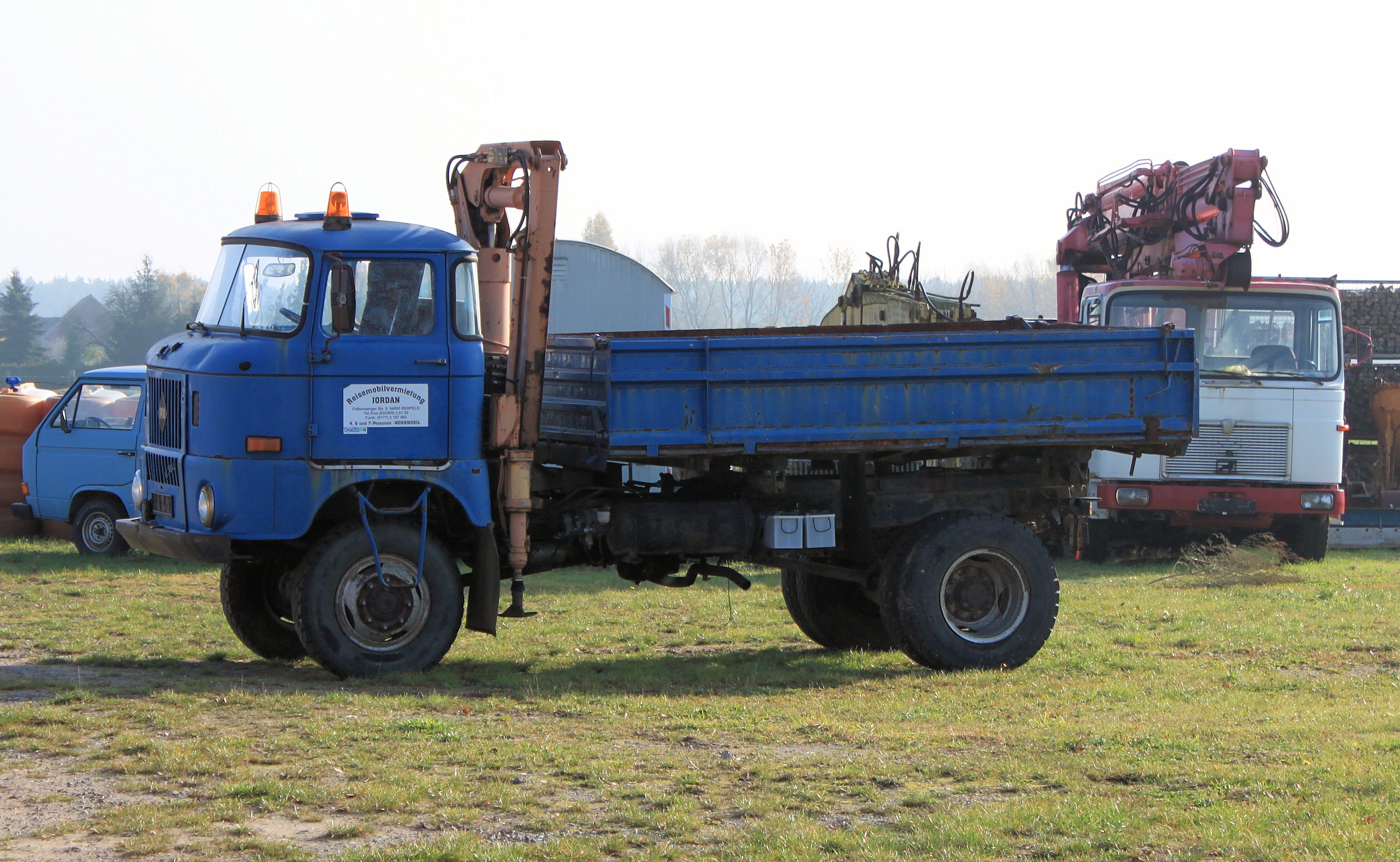
Platós önrakodó daruval
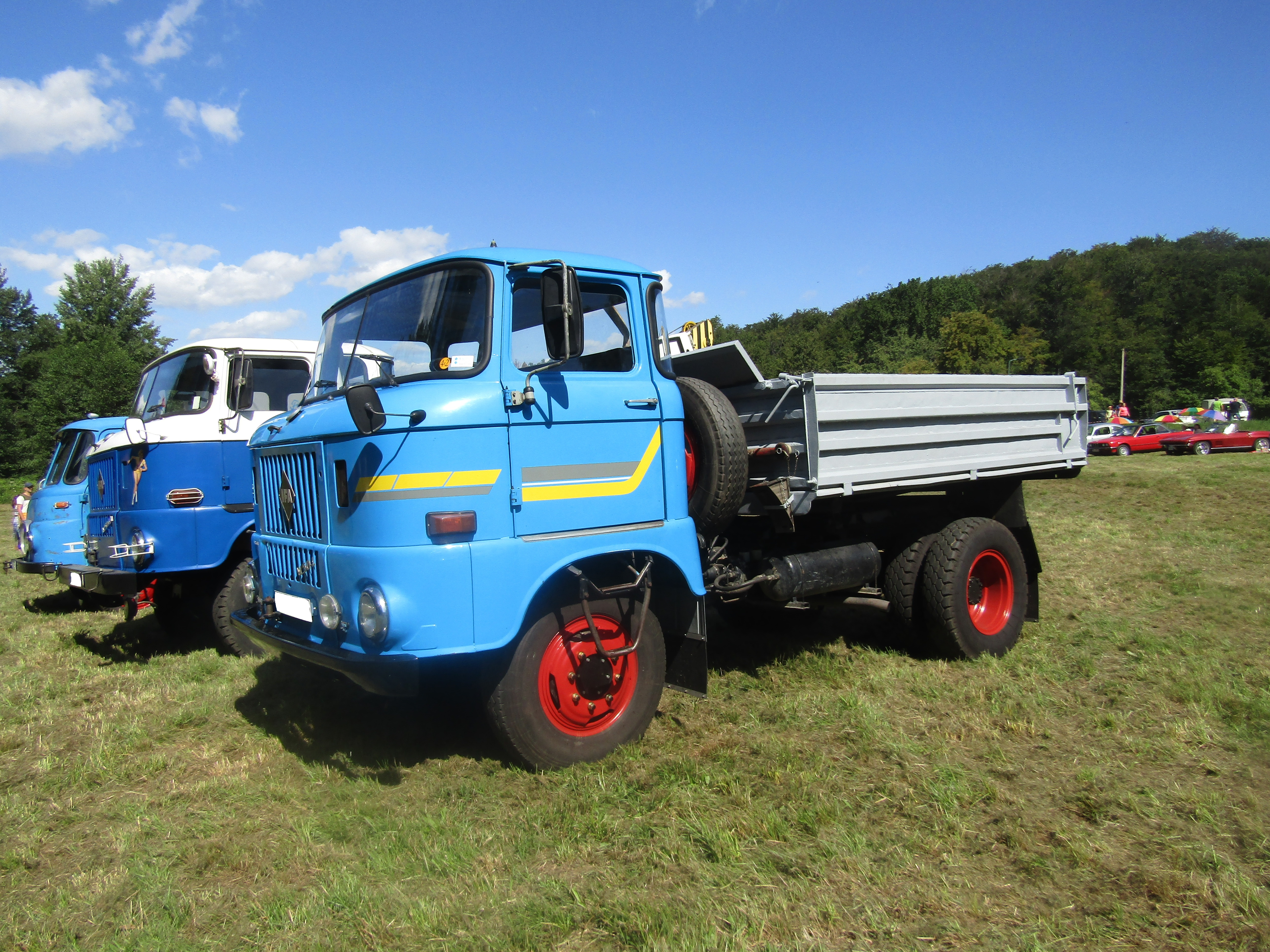
Billenőplatós 4×2
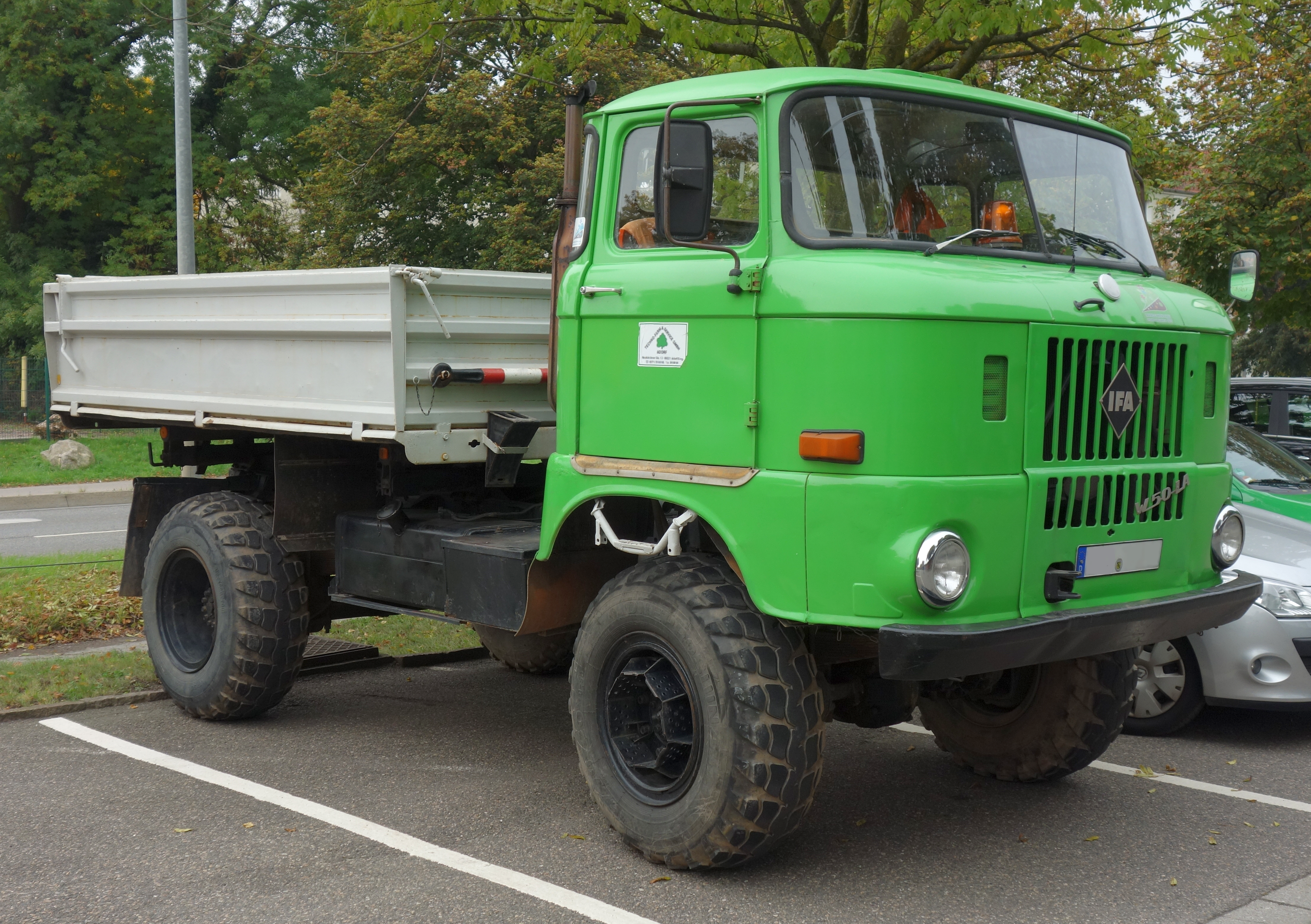
Billenőplatós 4×4
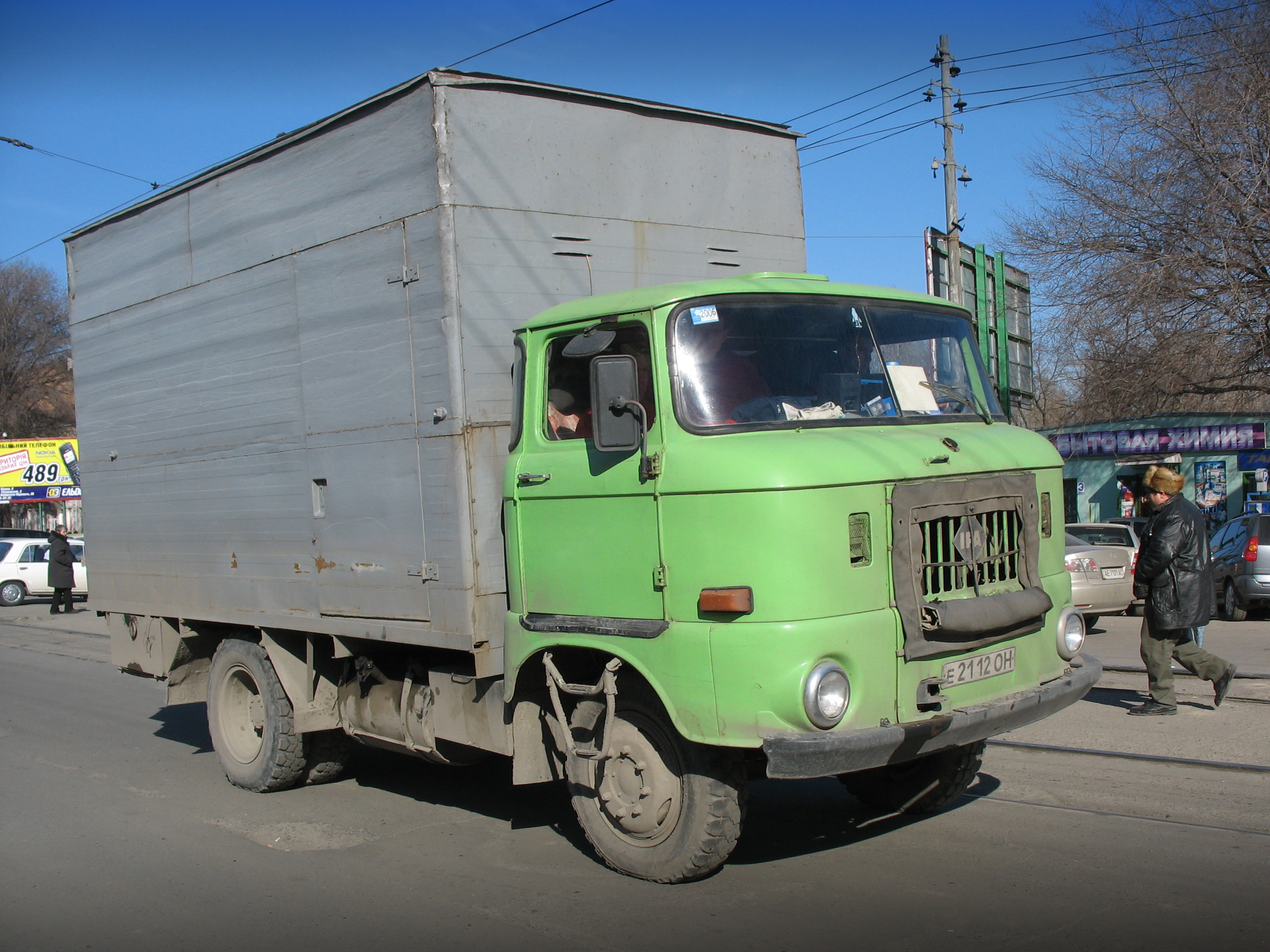
Dobozos felépítménnyel
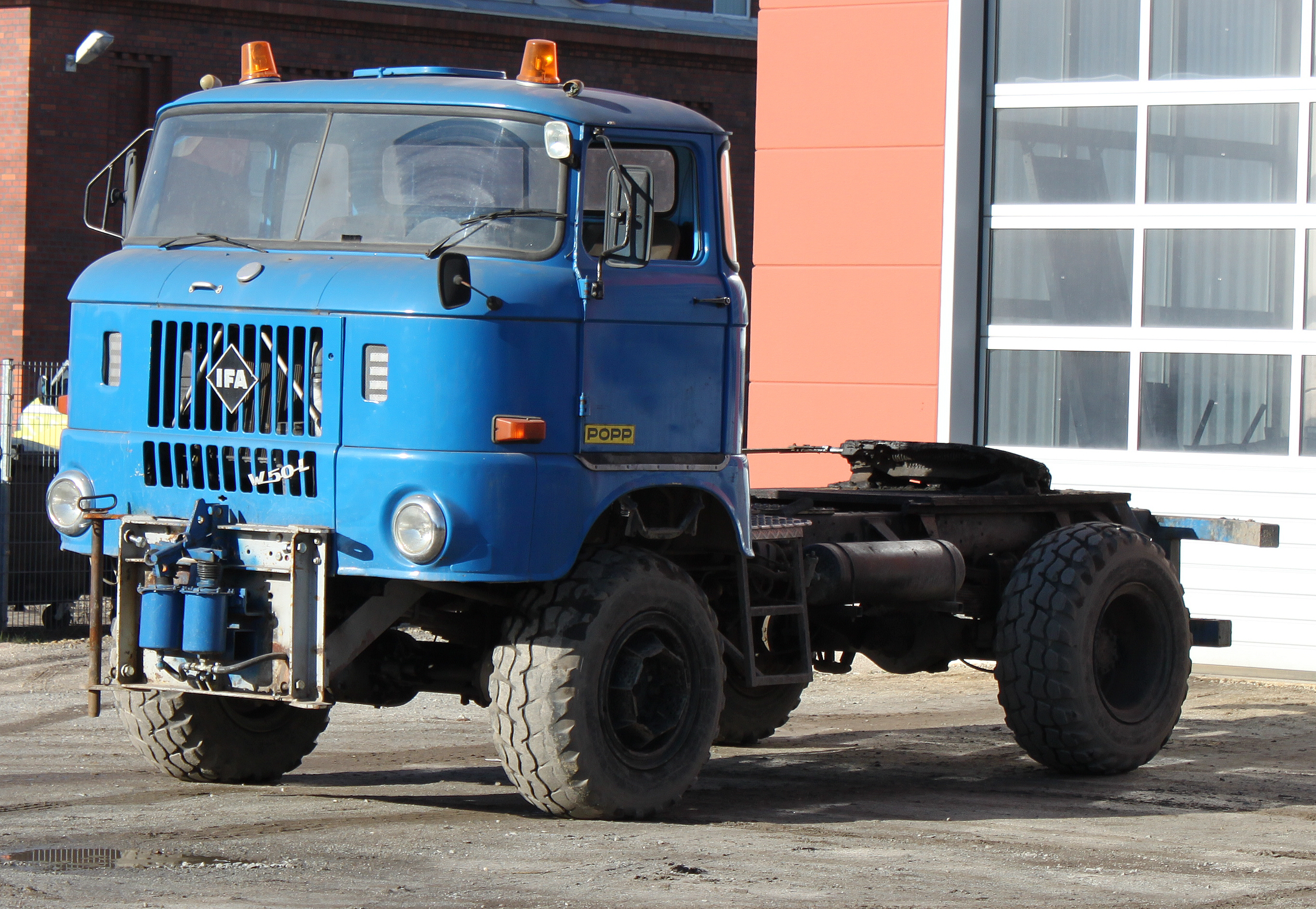
Nyerges vontató 4×4
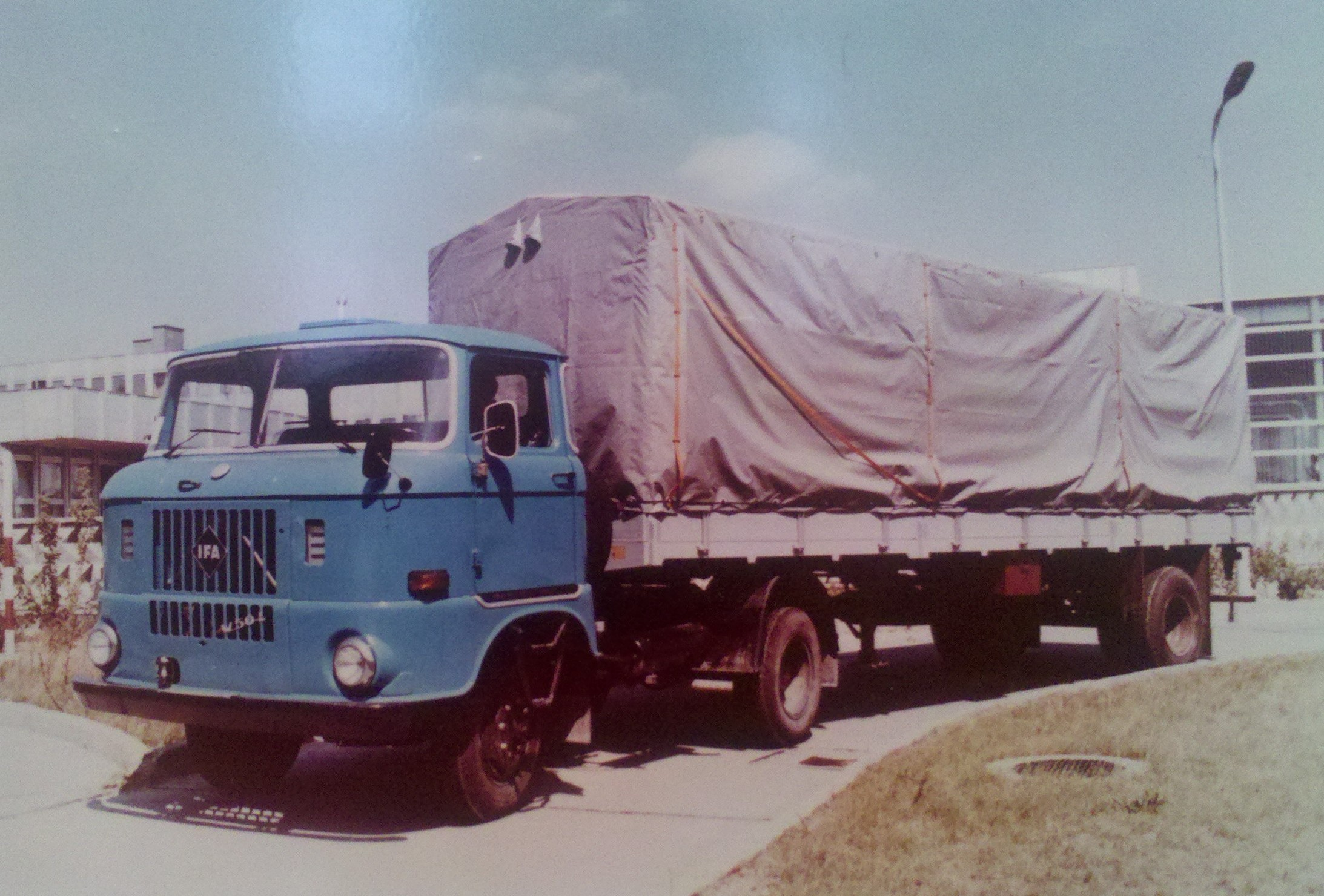
Nyergesszerelvény 4×2-es vontatóval
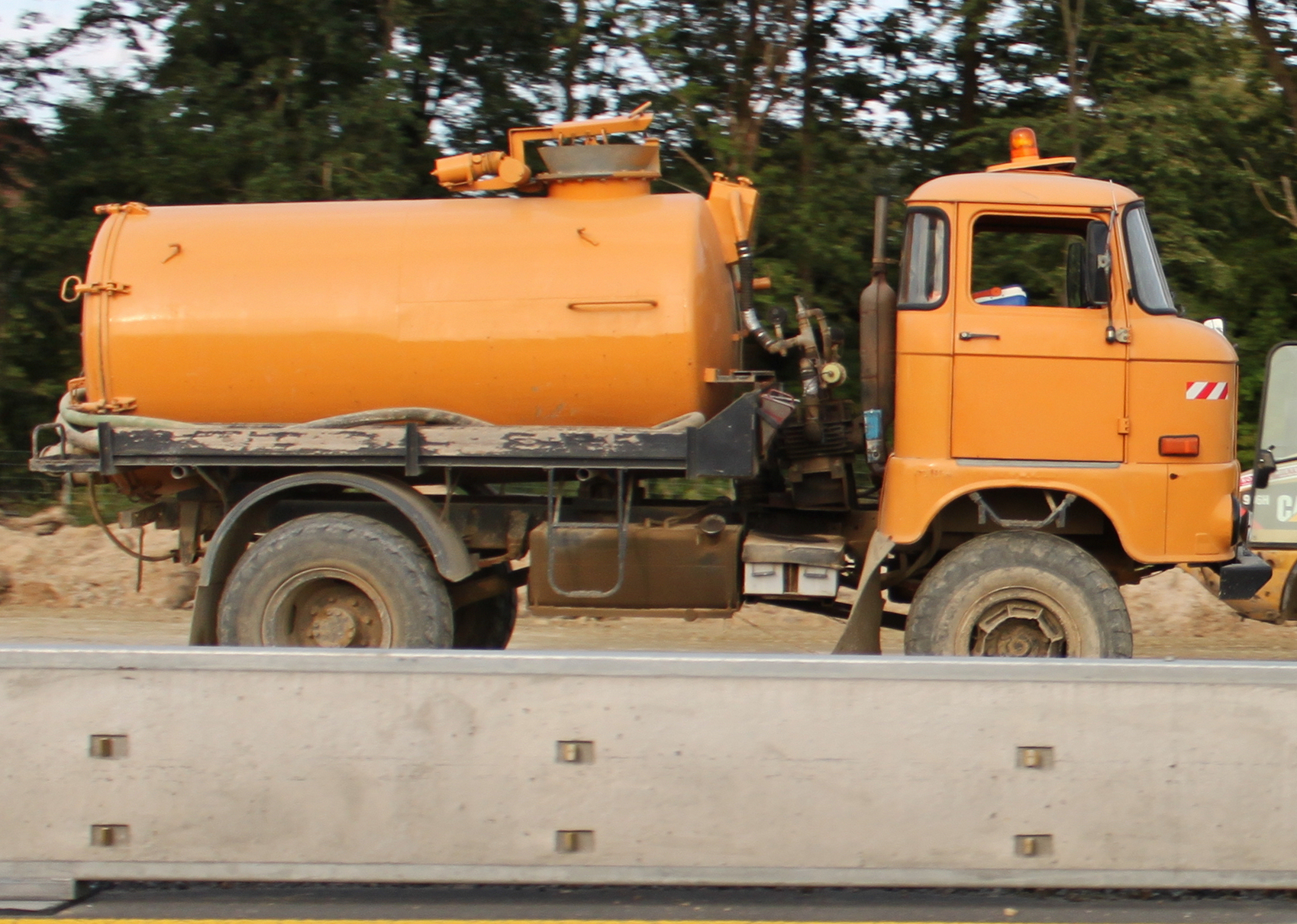
Tartálykocsi
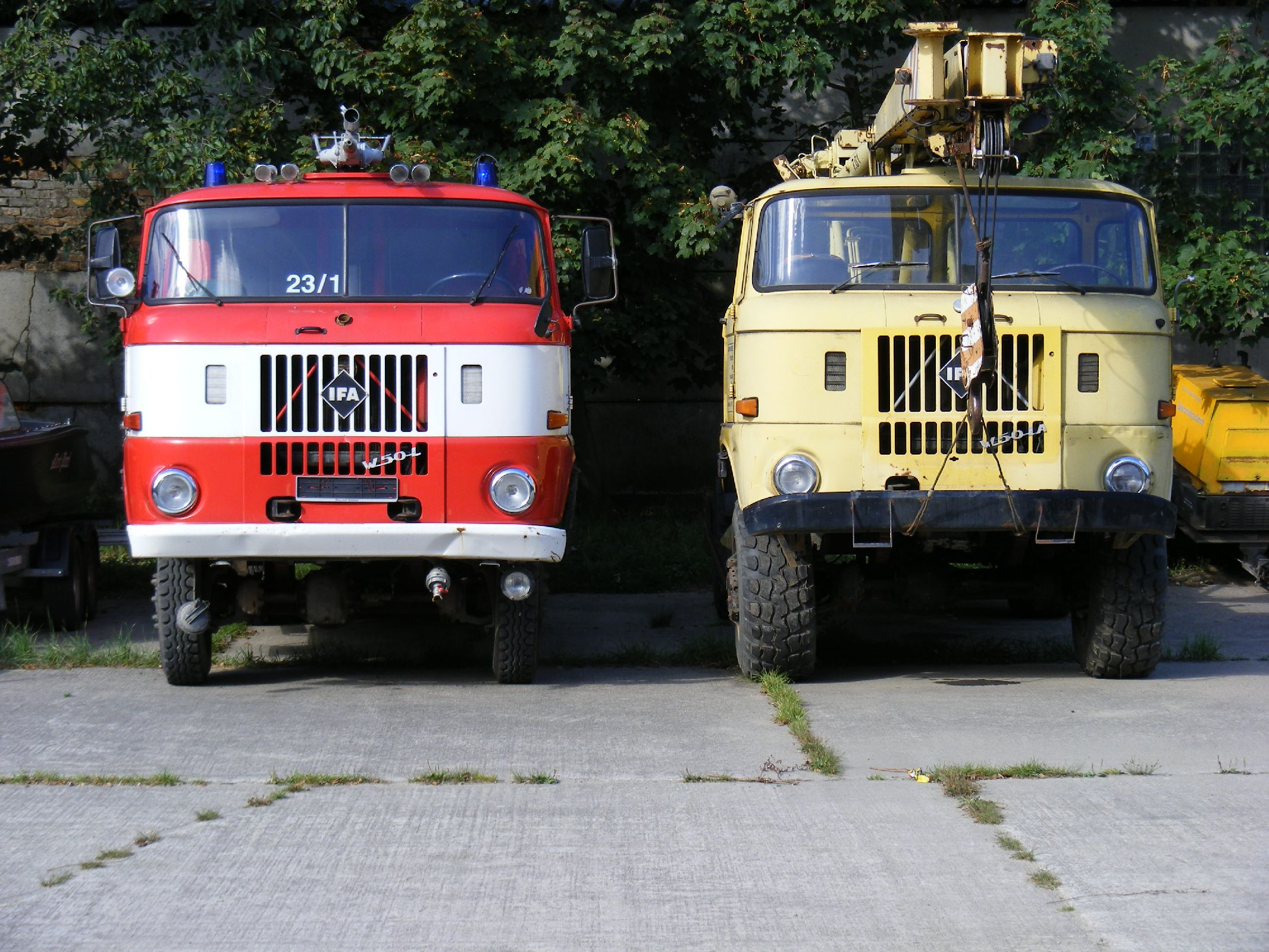
Tűzoltóautó és ADK autódaru
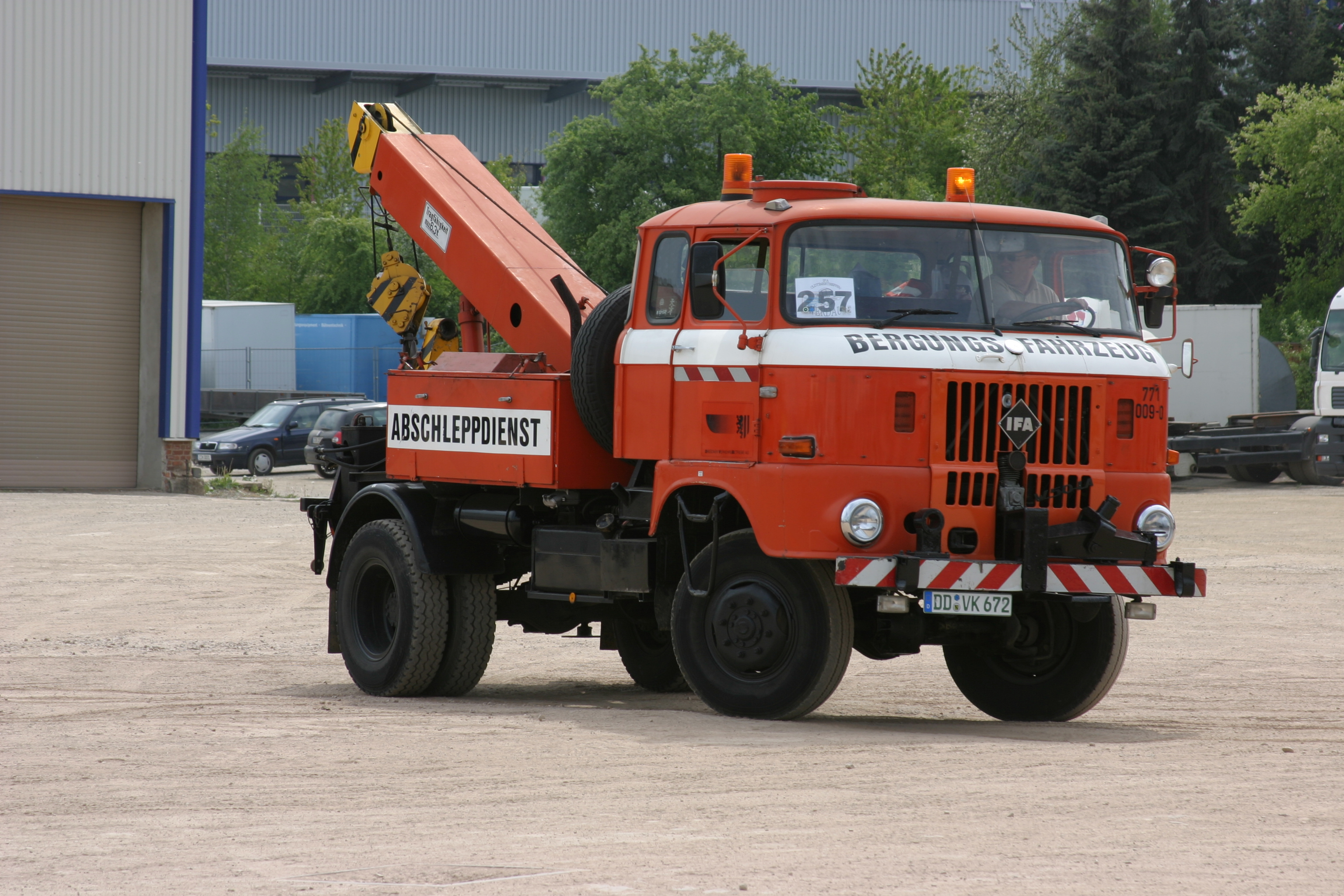
Autómentő
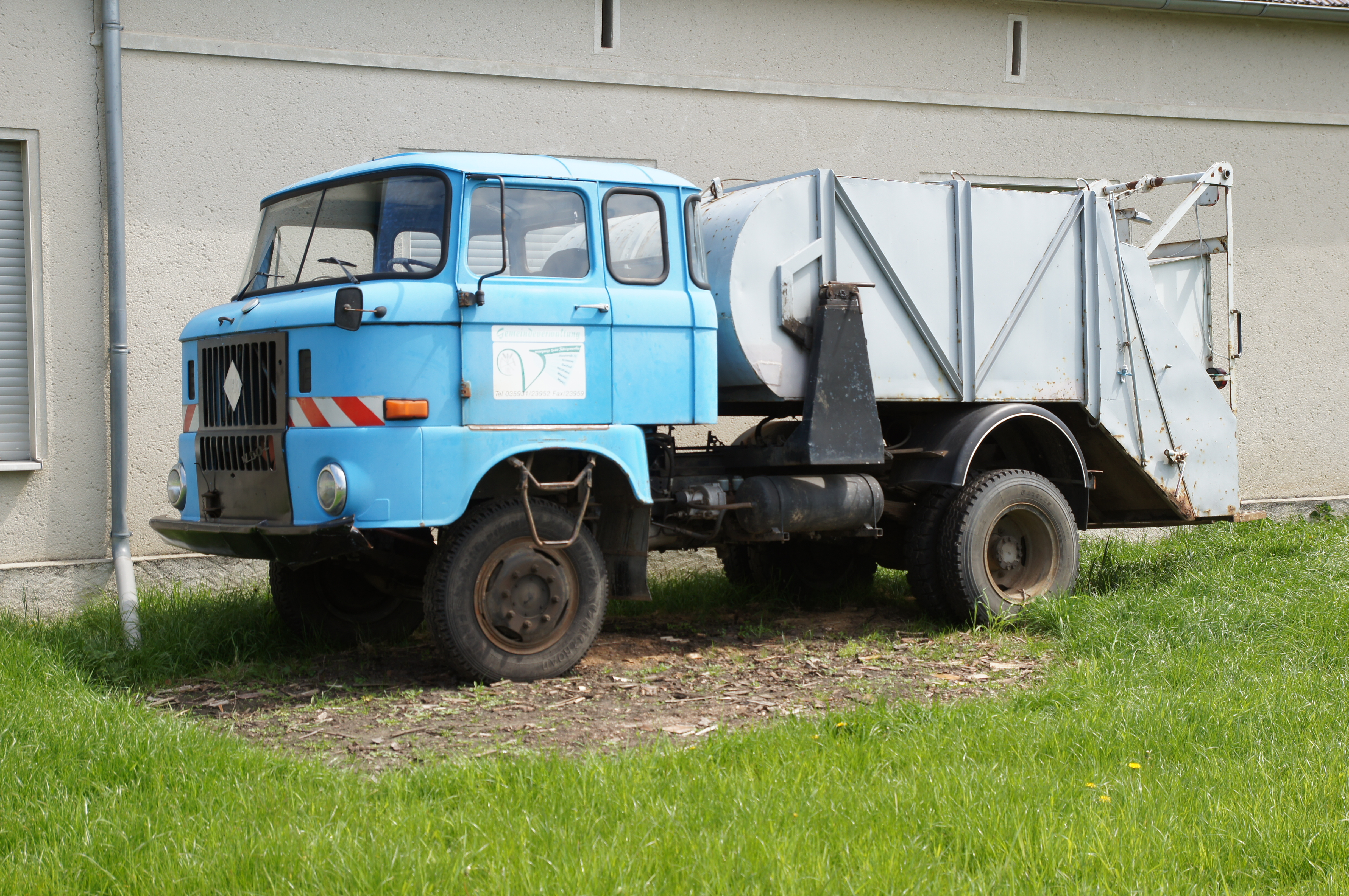
W50 szemeteskocsi hosszabb fülkével
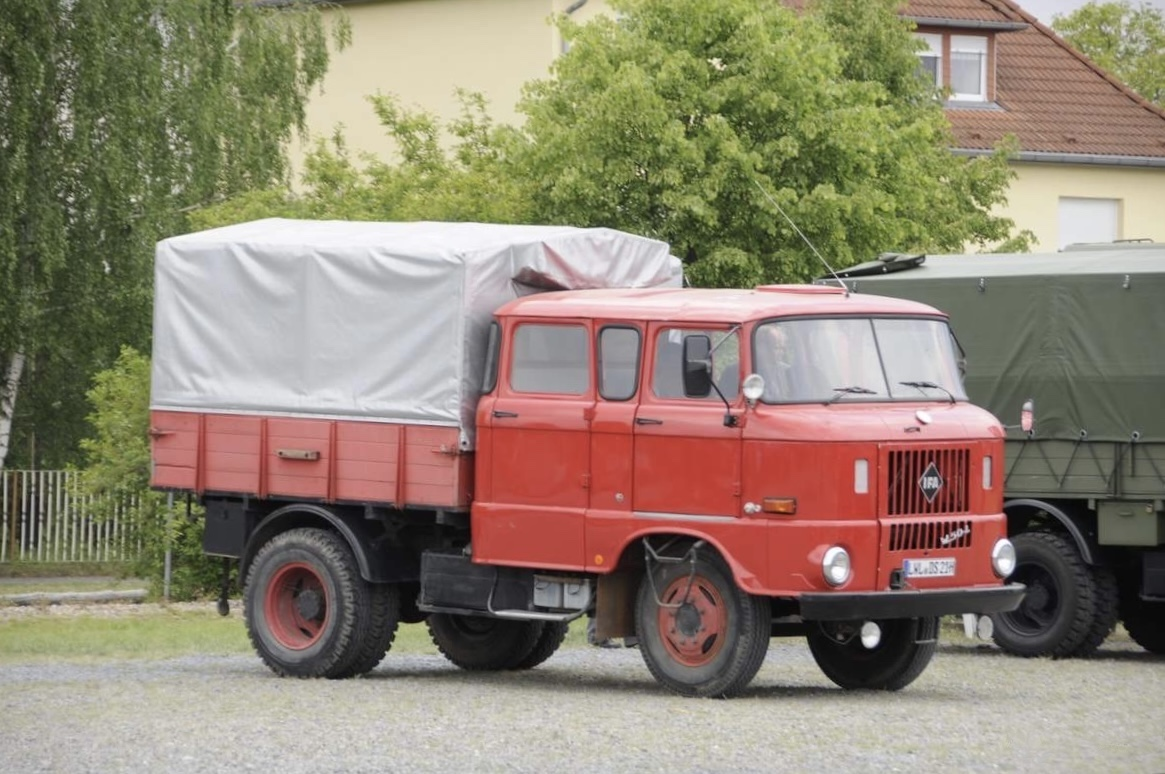
W50 duplafülkével
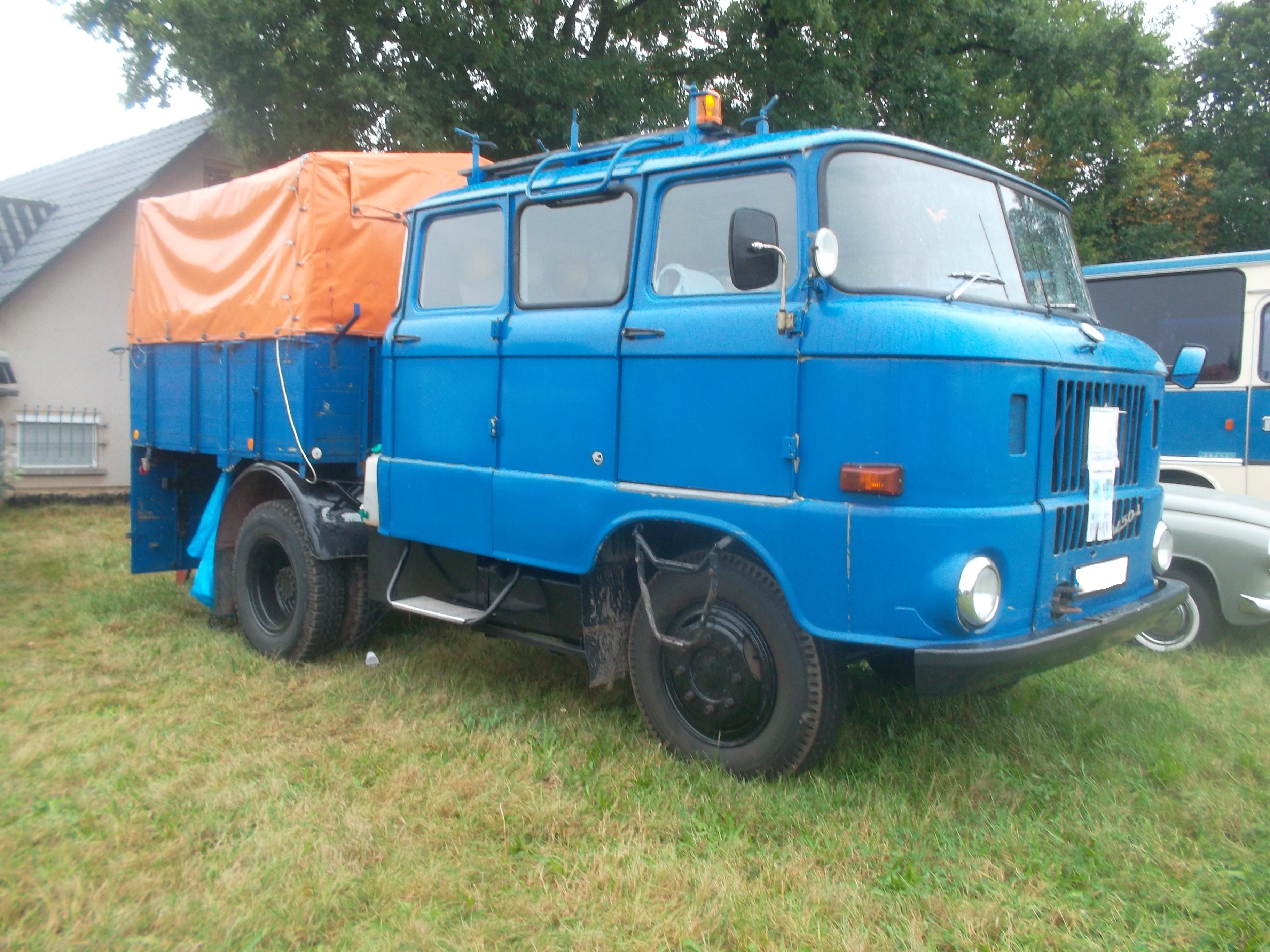
W50 hosszú duplafülkével

## Műszaki adatok[5]
| Motor típusa:                   | 4 VD 14,5/12-1 SRW |
| Névleges teljesítmény:          | 92 kW 125 LE       |
| Legnagyobb forgatónyomaték:     | 430 Nm             |
| Össz-lökettérfogat:             | 6,56 l             |
| Hengerszám:                     | 4                  |
| Névleges fordulatszáma:         | 2300 1/min         |
| Furat/löket:                    | 120/145 mm         |
| Sebességfokozatok száma:        | 5+1                |
| Jármű hossza:                   | 5760 mm            |
| Magassága:                      | 2800 mm            |
| Nyomtáv elöl/hátul:             | 1900/1950 mm       |
| Tengelytáv:                     | 3200 mm            |
| Legkisebb fordulókör átmérője:  | 16,15 m            |
| Hasznos teher, személyekkel:    | 4600 kg            |
| Menetkész saját tömeg:          | 5750 kg            |
| Megengedett vontatható tömeg:   | 12000 kg           |
| Tüzelőanyag tartály térfogata:  | 150 l              |
| Névleges elektromos feszültség: | 12 V               |
| Akkumulátor                     | 2 × 135 Ah         |